# Farindola
Farindola là một đô thị thuộc tỉnh Pescara trong vùng Abruzzo của Ý. Ý. Đô thị này có diện tích 45 km², dân số 1805 người. Các đô thị giáp ranh gồm: Arsita (TE), Castel del Monte (AQ), Montebello di Bertona, Ofena (AQ), Penne, Villa Celiera.